# Мередит Уебър
Мередит Уебър (на английски: Meredith Webber) е плодовита австралийска писателка на произведения в жанра докторски любовен роман.

## Биография и творчество
Мередит Уебър е родена в Австралия.
Преди да стане писател има разнообразен професионален живот – работила е като учител, магазинер, туристически агент, фермер, строител, работник в сферата на лицата с увреждания, и координатор в социален патронаж.
През 1992 г. се насочва към писането на любовни романи като си дава срок от 2 години за своята амбиция. В края на първата година успява да продаде първия си роман „Healing Love“ (Лечебна любов), който е публикуван през 1994 г.
Следват още над 90 романа почти всички свързани с лекари и медицинска тематика.

## Произведения

### Самостоятелни романи
- Healing Love (1994)
- A Testing Time (1994)
Изпитателен срок, изд.: „Арлекин България“, София (1995), прев. Маргарита Витанова
- Whisper in the Heart (1994)
- A Different Destiny (1994)
- A Subtle Magic (1995)
- Unruly Heart (1995)
- Flight into Love (1995)
- Courting Dr. Groves (1996)
- A Father for Christmas (1997)
- Wedding at Gold Creek (1998)
- Miracles and Marriage (1998)
- To Dr Cartwright, a Daughter (1998)
- Heart-throb (1999)
- A Hugs-and-kisses Family (1999)
- An Enticing Proposal (2000)
- Baubles, Bells and Bootees (2000)
- Heart's Command (2000)
- Wedding Bells (2000)
- Redeeming Dr. Hammond (2001)
- A Very Precious Gift (2001)
- The Temptation Test (2001)
- Her Dr.Wright (2002)
- A Woman Worth Waiting for (2002)
- The Marriage Gamble (2002)
- Christmas Knight (2002)
- Dr. Graham's Marriage (2002)
- Dear Doctor (2002)
- The Doctor's Destiny (2003)
- Daisy and the Doctor (2003)
- The Surgeon's Second Chance (2003)
- The Pregnancy Proposition (2003)
- Doctors in Paradise (2004)
- A Doctor's Christmas Family (2004)
- Coming Home for Christmas (2005)
- Sheikh Surgeon (2005)
- Bride at Bay Hospital (2006)
- Father By Christmas (2006)
- His Runaway Nurse (2006)
- A Pregnant Nurse's Christmas Wish (2007)
- The Heart Surgeon's Secret Child (2008)
- The Sheikh Surgeon's Baby (2008)
- The Heart Surgeon's Baby Surprise (2008)
- Desert Doctor, Secret Sheikh (2008)
- Greek Doctor: One Magical Christmas (2009)
- Desert King, Doctor Daddy (2010)
- Bachelor of the Baby Ward (2010)
- Fairytale on the Children's Ward (2010)
- Sheikh, Children's Doctor...Husband (2011)
- Taming Dr Tempest (2011)
- Melting the Argentine Doctor's Heart (2011)
- New Doc in Town (2011)
- Orphan Under the Christmas Tree (2011)
- The Sheikh and the Surrogate Mum (2012)
- Christmas Where She Belongs (2012)
- One Baby Step at a Time (2013)
- Date with a Surgeon Prince (2013)
- The Accidental Daddy (2014)
- Bachelor on the Baby Ward (2014)
- The Sheikh Doctor's Bride (2015)
- The One Man to Heal Her (2015)

### Серия „Криле на ...“ (Wings of...)
1. Wings of Duty (1996)
2. Wings of Passion (1996)
3. Wings of Care (1997)
4. Wings of Spirit (1997)
5. Wings of Devotion (1997)
6. Wings of Love (1997)

### Серия „За мен“ (To Me)
1. Love Me (2000)
2. Marry Me (2000)
3. Trust Me (2000)

### Серия „Австралийски доктори“ (Australian Doctors)
1. Found, One Husband (2001)
2. Claimed, One Wife (2001)

### Серия „Лекари в покрайнините“ (Doctors in the Outback)
1. Outback Engagement (2003)
2. Outback Marriage (2003)
3. Outback Encounter (2003)
4. Doctors in Flight (2004)

### Серия „Детското крило на Джими“ (Jimmie's Children's Unit)
1. The Children's Heart Surgeon (2005)
2. The Heart Surgeon's Proposal (2005)
3. The Italian Surgeon (2005)

### Участие в общи серии с други писатели

#### Серия „Любовно повикване“ (Love on Call)
- Practice in the Clouds (1995)

от серията има още 24 романа от различни автори

#### Серия „Рецепта: Романтика“ (Prescription: Romance)
- One of the Family (1999)

от серията има още 13 романа от различни автори

#### Серия „Детска болница „Сейнт Елизабет“ (St Elizabeth's Children's Hospital)
- A Winter Bride (2000)

от серията има още 9 романа от различни автори

#### Серия „Чуждестранни афери“ (Foreign Affairs)
- Mediterranean Moments (2002) – сборник, със Сандра Мортън

от серията има още 28 романа от различни автори

#### Серия „Полицейски хирурзи“ (Police Surgeons)
- Doctor and Protector (2004)

от серията има още 7 романа от различни автори

#### Серия „Средиземноморски доктори“ (Mediterranean Doctors)
- The Greek Doctor's Rescue (2005)
- The Spanish Doctor's Convenient Bride (2006)

от серията има още 12 романа от различни автори

#### Серия „Спасение на Крокъдайл Крийк“ (Rescue at Crocodile Creek)
- The Doctor's Marriage Wish (2006)
- Nurse He's Been Waiting for (2007)

от серията има още 7 романа от различни автори

#### Серия „Крокъдайл Крийк“ (Crocodile Creek)
- Children's Doctor, Meant-to-Be Wife (2008)

от серията има още 1 роман от Марион Ленокс

#### Серия „Луксозни доктори“ (Posh Docs)
- Claimed by the Desert Prince (2009)

от серията има още 4 романа от различни автори

#### Серия „Австралия“ (Australia)
- Sinful Secrets (2013) – сборник с Хелън Бианчин и Робин Грейди

от серията има още 6 сборника от различни автори

### Сборници
- Doctors Down Under (2002) – с Марион Ленокс и Алисън Робъртс
- Gift-Wrapped Love (2006) – с Маргарет Баркър и Дженифър Тейлър
- Just the Three of Us (2008) – с Луси Гордън и Кейт Уокър
- 100 Arabian Nights (2008) – с Лиз Филдинг и Ким Лоурънс
- The Secret Baby Bargain (2009) – с Барбара Хъни и Мери Никълс
- Won by the Wealthy Greek (2009) – със Сюзън Стивънс и Кати Уилямс
- Royal Engagements (2010) – с Мелиса Джеймс и Ребека Уинтърс
- Captivated By the Sheikh (2010) – със Сю Суифт и Ани Уест